# Thauria siamensis
Thauria siamensis är en fjärilsart som beskrevs av Rothschild 1916. Thauria siamensis ingår i släktet Thauria och familjen praktfjärilar. Inga underarter finns listade i Catalogue of Life.